# Elionurus barbiculmis
Elionurus barbiculmis är en gräsart som beskrevs av Eduard Hackel och Frank Lamson Scribner. Elionurus barbiculmis ingår i släktet Elionurus och familjen gräs. Inga underarter finns listade i Catalogue of Life.